# Ровте-в-Селшкій Долині
Ровте-в-Селшкій Долині (словен. Rovte v Selški dolini) — поселення в общині Шкофя Лока, Горенський регіон, Словенія. Висота над рівнем моря: 877,2 м.